# James Marshall (acteur)
Pour les articles homonymes, voir James Marshall et Marshall.
James Greenblatt, dit James Marshall, est un acteur américain, né le 2 janvier 1967 dans le quartier du Queens, à New York.
Il est notamment connu pour avoir interprété James Hurley dans la série télévisée Twin Peaks (1990–1991 puis 2017) et dans le film Twin Peaks: Fire Walk with Me, ainsi que Louden Downey, soldat américain des Marines, dans le film Des hommes d'honneur.

## Biographie
James David Greenblatt naît le 2 janvier 1967 dans le quartier du Queens, à New York.

## Filmographie

### Cinéma
- 1990 : Cadence
- 1992 : Gladiateurs
- 1992 : Twin Peaks: Fire Walk with Me : James Hurley
- 1992 : Des hommes d'honneur : Pfc. Louden Downey
- 1994 : Hits! de William R. Greenblatt : Dommy
- 1996 : Vibrations de Michael Paseornek : T.J.
- 2001 : L'Ascenseur : Niveau 2 (Down)
- 2002 : Crimes et Pouvoir
- 2004 : Predatorman (Alien Lockdown)

### Télévision
- 1989-1991 : Quoi de neuf docteur ? (série télévisée)
- 1990-1991 : Twin Peaks (série télévisée), saisons 1 et 2 : James Hurley
- 1999 : Soccer Dog (Soccer Dog: The Movie) (téléfilm)
- 2000 : Les Prédateurs (série télévisée)
- 2017 : Twin Peaks (série télévisée), saison 3 : James Hurley